# Polen Emre
Polen Emre (Adana, 17 de julio de 1991) es una actriz y modelo turca, conocida por interpretar el papel de Fadik Kaya en la serie Bir Zamanlar Çukurova.

## Biografía
Polen Emre nació el 17 de julio de 1991 en Adana (Turquía), desde temprana edad mostró inclinación por la actuación.

## Carrera
Polen Emre completó su educación primaria y secundaria en Adana. Después de graduarse de la escuela secundaria, se mudó a Estambul para inscribirse en el departamento de radio y televisión de la İstanbul Topkapi University, donde completó su educación unos años más tarde y obtuvo su licenciatura. Subió al escenario con el personaje de Asiye en la obra de teatro Asiye How to Get Rid escrita por Vasıf Öngören. Entonces comienza a trabajar en los teatros de la ciudad del municipio de Seyhan.
De 2018 a 2022 fue elegida para interpretar el papel de Fadik Kaya en la serie emitida en ATV Bir Zamanlar Çukurova y donde actuó junto a actores como Hilal Altınbilek, Uğur Güneş, Murat Ünalmış, Vahide Perçin, Bülent Polat, Selin Yeninci, Selin Genç, Furkan Palalı y Şahin Vural. En 2020 protagonizó la serie emitida en Fox Savaşçı. Al año siguiente, en 2021, protagonizó la serie emitida en Star TV Sana Söz.
En 2022 formó parte del elenco de la película Karanlık Gece dirigida por Özcan Alper. En el mismo año, en Chipre del Norte, recibió el premio a la Mejor actriz de reparto en la ceremonia de entrega de premios Golden Caretta. En 2023 interpretó el papel de Nuray Gediz en la serie emitida en Fox Bambaşka Biri.

## Vida personal
Polen Emre desde 2020 ha estado vinculado sentimentalmente con la jugadora de voleibol Merț Tetik, con quien se casó en junio de 2022.

## Filmografía

### Cine
| Año  | Título        | Director    |
| ---- | ------------- | ----------- |
| 2022 | Karanlık Gece | Özcan Alper |

### Televisión
| Año       | Título                | Personaje   | Cadeña | Notas         |
| --------- | --------------------- | ----------- | ------ | ------------- |
| 2018-2022 | Bir Zamanlar Çukurova | Fadik Kaya  | ATV    | 141 episodios |
| 2020      | Savaşçı               |             | Fox    |               |
| 2021      | Sana Söz              | Star TV     |        |               |
| 2023      | Bambaşka Biri         | Nuray Gediz | Fox    |               |

## Teatro
| Título               | Autor         |
| -------------------- | ------------- |
| Asiye Nasıl Kurtulur | Vasif Öngören |

## Premios y reconocimientos
| Año  | Premio                                  | Categoría                             | Trabajo               | Resultado | Notas                                          |
| ---- | --------------------------------------- | ------------------------------------- | --------------------- | --------- | ---------------------------------------------- |
| 2022 | Premio Golden Caretta, Chipre del Norte | Mejor actriz de reparto de televisión | Bir Zamanlar Çukurova | Ganadora  | Junto con Sibel Taşçıoğlu y Yeliz Doğramacılar |